# ユービック (小説)
『ユービック』（原題：Ubik）は、アメリカ合衆国の作家フィリップ・K・ディックによるSF小説。

## あらすじ
舞台は1992年。グレン・ランシターは、超能力を持ったスパイや犯罪者から市民を守る、「不活性者」（反超能力者）による警備会社を立ち上げた実業家である。
グレンは既に死んでいる妻のエラと面会するため「安息所」を訪れ、度々有用な助言をもらっていた。死んだ直後の人間を冷凍保存すれば「半生者」となり、死体に霊子が残っているあいだは、特殊な機器を使って会話ができるのである。
不活性者である超能力測定技師ジョー・チップは、グレンの右腕である。
超能力者たちが月に集結したとの情報を受け、グレンとジョー、そして不活性者の仲間は月に向かった。しかし潜入していたヒューマノイド爆弾が爆発し、グレンは瀕死の重傷を負った。ジョーたちは月を脱出して地球に戻り、グレンを冷凍保存した。
その後、ジョーの周囲で奇妙な「形態逆行現象」が起こりはじめる。あらゆるものの時間が退行し1940年代へと逆戻りするのだ。
タバコが干からび、入れたてのコーヒーが古くなり、数日前に死んだばかりの者がミイラになる。自動車は最新型のものから過去の型に変わり、飛行機もだんだんと複葉機に変わってしまう。
さらに単純な時間退行だけではなく、電話から死んだグレンの声がきこえ、テレビにグレンが映る。財布の中のコインがグレンの肖像画が刻印された「ランシター通貨」に変わり、トイレの落書きにグレンからのメッセージが残されていたりする。
やがて分かったのは、爆弾で死んだのはグレンではなくジョーたちだったこと。グレンがジョーたちの遺体を地球に持ち帰り、ただちに冷凍保存したため、彼らは死んだ記憶がないまま半生者となっていた。爆弾の爆発以降にジョーたちが体験したのは現実ではなく、すべて半生者たちが共有する意識世界での出来事だった。どうやら彼らの霊子が少ないのが原因で形態逆行現象が起きてしまうらしい。
そしてジョーは、疲れ果てた時や、頭の働きがにぶくなったとき、「ユービック」のスプレーガスをかけると回復することに気づく。
半生者の意識世界で脅威となっていたのが、他の半生者の霊子を吸い上げるジョリー少年だった。そんなジョリーに対抗するレジスタンスのリーダーがグレンの妻エラで、彼女はジョーを導き、何度も救ってきた。制限はあるものの、霊子を補い半生者の寿命を伸ばす「ユービック」はレジスタンス組織が製造していたのだ。
エラは、ユービックの製造やジョリーとの戦いをジョーに引き継ぎ、新たな命として転生するため消えていくのであった。

## ユービックとは
ユービックのスプレー罐について作中では、「最大出力25キロボルトのヘリウム電池で動く、自己充足的な高電圧・低増幅ユニットを備えた、ポータブル陰イオン化装置」と説明されている。「ユービック」そのものは、反霊子の速度を低下させ、保存された人間から放射される霊子と結合できなくする作用があるらしい。

## 主な登場人物
- グレン・ランシター - ランシター合作社の社長。
- エラ・ランシター - グレンの妻。「安息所」にいる。
- ジョー・チップ - ランシターに雇われている男。
- レイモンド・ホリス - ランシターの敵。
- ジョリー - 謎の少年。「安息所」にいる。

## 翻案
- ゴダールと『万事快調』を共同監督したジャン＝ピエール・ゴランが、本作品を映画化する企画があり、ディックが脚本を書いたが、頓挫した[1]。ディックの脚本はその後書籍化されて、日本でも『ユービック：スクリーンプレイ』として出版された[2]。

## 書誌情報
『ユービック』 浅倉久志訳 ハヤカワ文庫 SF314 1978年10月15日 ISBN 4-15-010314-3